# Gudumholm
Gudumholm er en by i det nordøstlige Himmerland med 741 indbyggere  (2024), beliggende 19 km sydøst for Aalborg og 4 km syd for Storvorde. Byen ligger i Region Nordjylland og hører til Aalborg Kommune.
Gudumholm ligger i Gudumholm Sogn, som indtil 1. oktober 2010 var Gudumholm kirkedistrikt i Gudum Sogn. Gudumholm Kirke ligger i den sydlige ende af byen.
Byen ligger i læ af vældige kridtbakker mod vest.

## Historien

### Fabriksby
Friedrich von Buchwald på Gudumlund startede fra 1777 et mindre fabrikseventyr. Der blev anlagt kanaler, Lindenborg Å blev rettet ud og der kom bl.a. kalkværk, garveri og fajancefabrik. Han kunne dog ikke få økonomien til at hænge sammen og solgte i 1798 til Ernst Heinrich von Schimmelmann på Lindenborg. Schimmelmann færdiggjorde kanalen og udbyggede anlægget med teglværk, saltværk, sæbesyderi og en kemisk fabrik.:14-16

### Jernbanen
Gudumholm havde station på Aalborg-Hadsund Jernbane (1900-1969). Gudumholm blev en af banens vigtigste stationer med store transporter af sten, grus, mergel og tørv.
Stationsbygningen er bevaret på Postvej 10. Man kan cykle på banetracéet fra Aagade til Sejlflod og Storvorde og fra Gudumholm Kirkegård til Vaarst. Desuden er små stykker af tracéet bevaret på Hotelsti og mellem Gudumholm Skole og Gudumholm Kirkegård - og tværs over kirkegården, som er udvidet hen over banetracéet.

### Kommunen
Gudumholm lå tidligere i Sejlflod Kommune, som efter kommunalreformen i 2007 blev en del af den nuværende Aalborg Kommune.
I år 2013 blev Gudumholm udnævnt som "årets landsby" i Aalborg Kommune.